# KBS1
KBS 1TV là một kênh hàng đầu của Hệ thống Phát sóng Hàn Quốc, trước đây được biết đến với tên là KBS TV/KBS Kênh 9 cho đến khi thành lập kênh KBS 2TV năm 1980, đây là kênh truyền hình lâu đời nhất Hàn Quốc và là hậu thân của kênh HLKZ-TV (hay Daehan Bangsong), kênh truyền hình đầu tiên của Hàn Quốc. Đây cũng là kênh phi thương mại duy nhất của nước này phát sóng miễn phí.
Kênh được biết đến nhiều với các chương trình tin tức, văn hóa, cũng như thể thao, giải trí và một vài chương trình dành cho thiếu nhi cùng với một số lượng nhỏ chương trình về giáo dục.

## Lịch sử
KBS TV bắt đầu phát sóng ngày 31 tháng 12 năm 1961 trở thành kênh truyền hình phát sóng diện rộng đầu tiên của Hàn Quốc. Ngày 15 tháng Giêng năm sau đó, buổi phát sóng chính thức được diễn ra.

## Các chương trình trên KBS 1TV
Trích một phần từ Korean Broadcasting System:

### Phim truyền hình

#### Thứ Bảy-Chủ Nhật (21:45)
- Emperor Wang Gun (태조 왕건; 2000)
- Immortal Admiral Yi Sun-sin (불멸의 이순신; 2004–2005)
- Seoul 1945 (서울1945; 2006)
- Dae Jo-yeong (대조영; 2006–2007)
- King Sejong the Great (대왕세종; 2008) (ep 1-26 of 86)
- The Reputable Family (명가; 2010)
- The Great Merchant (거상 김만덕; 2010)
- Legend of the Patriots (전우; 2010)
- Freedom Fighter, Lee Hoe-young (자유인 이회영; 2010)
- The King of Legend (근초고왕; 2010–2011)
- Gwanggaeto, The Great Conqueror (광개토대왕; 2011)
- The King's Dream (대왕의 꿈; 2012)
- Jeong Do-jeon (정도전; 2014)
- The Jingbirok: A Memoir of Imjin War (징비록; 2015)

#### Thứ Hai đến thứ Sáu (20:25)
- Bizarre Bunch (별난여자 별난남자; 2005–2006)
- Pure in Heart (열아홉 순정; 2006–2007)
- Like Land and Sky (하늘만큼 땅만큼; 2007)
- Likeable or Not (미우나고우나; 2007–2008)
- You Are My Destiny (너는 내 운명; 2008–2009)
- The Road Home (집으로 가는 길; 2009)
- Everybody Cha-cha-cha (다함께 차차차; 2009–2010)
- A Good Day for the Wind to Blow (바람 불어 좋은날; 2010)
- Smile Again (웃어라 동해야; 2010–2011)
- The Women of Our Home (우리집 여자들; 2011)
- Sincerity Moves Heaven (지성이면 감천; 2013)
- Melody of Love (사랑은 노래를 타고; 2013–2014)
- My Dear Cat (고양이는 있다! 야옹; 2014)
- You Are the Only One (당신만 내 사 랑; 2014–2015)

- Let's Save The Family (가족을 지겨라; 2015-...)

### Tin tức và Xã hội
- KBS News at 5am (KBS 오전 5시 뉴스, Bản tin sáng sớm)
- KBS News Plaza (KBS 뉴스광장, Breakfast News)
- KBS News 930 (KBS 뉴스 930, Mid-morning news)
- KBS News 12 (KBS 뉴스12, Bản tin trưa)
- KBS News 4 (KBS 뉴스 4, Afternoon news brief)
- KBS News 5 (KBS 뉴스5, Bản tin chiều)
- KBS News 7 (KBS 뉴스7, Bản tin tối)
- KBS News 9 (KBS 뉴스9, Bản tin chính (formerly KBS 9 o'clock News))
- KBS Newsline (KBS 뉴스라인, Bản tin đêm thường nhật, phát sóng từ thứ Hai đến thứ Sáu 23:00 - 23:40.)
- KBS Deadline News, (KBS 마감뉴스, Bản tin đêm cuối tuần, phát sóng 5 phút vào 0:10 thứ Bảy và 0:55 Chủ Nhật)
- Midnight Debate-Live (생방송 심야토론, Tranh luận đêm thứ Bảy)
- Media Focus (미디어 포커스, Mediawatch programme)
- Coverage-File K (취재파일 K, thứ Sáu)

### Phim tài liệu
- KBS Đặc biệt (KBS 스페셜)
- The Story of Korean History (한국사'전')
- Science Cafe (과학카페)
- Backpack Travels
- Age of Global Success
- World Heritage Expeditions
- Rediscovery of Korea
- Mysteries of Human Body
- Love in Asia
- Korean Dining and Cuisine
- Kingdom of Animals (동물의왕국)
- KBS-NBN Documentaries - một dự án hợp tác với People's Television Network, Inc. của Philippines.
- Insight on Asia (인사이트 아시아)
  - The Noodle Road (누들로드)
  - Asian Corridor in Heaven (차마고도)
- Documentary 3 Days
- Conversations with the Past (역사스페셜)

### Âm nhạc
- Music Triangle
- National Singing Contest
- Open Concert
- Golden Oldies
- Concert 7080

### Thiếu nhi
- Funny Funny (파니파니)
- Goosebumps (Former) (명소름닭살)